# Serra d'Or
Serra d'Or es una revista española que se edita en Cataluña, nacida de forma oficial y en su formato actual en octubre de 1959 a instancias de un grupo de universitarios y editada por Publicacions de l’Abadia de Montserrat con una tirada de unos 8000 ejemplares mensuales. Utiliza sin excepción el idioma catalán.

## Historia
Los orígenes de la revista se remontan, de hecho, a 1946, con ocasión de las fiestas de entronización de la Virgen de Montserrat. A pesar de las dificultades del momento, se produjo un encuentro entre intelectuales catalanes y la abadía de Montserrat que trataba de fusionar las dos publicaciones que se encontraban al amparo de Montserrat y que habían surgido por separado: Germinàbit y Serra d'Or, que editaban los trabajadores del monasterio. A finales de 1959, las dos revistas se fusionaron, integrándose el equipo de Germinàbit (Ramon Bastardes y Max Cahner, que se habían incorporado a través de Josep Benet) en Serra d’Or. Por esa razón la revista lleva en su portada la indicación de Segona época.
De inmediato se convirtió en una plataforma para los intelectuales catalanes de la segunda mitad del siglo XX, en un principio dentro de las posibilidades de activismo cultural que ofrecía el franquismo con la censura. Fruto de la Crida als escriptors joves (que todavía se realiza anualmente a los escritores de menos de 30 años) surgieron nombres como el de Montserrat Roig, Oriol Pi de Cabanyes, Carme Riera, Baltasar Porcel, o Terenci Moix. Estos y muchos otros nombres relevantes de la literatura catalana publicaron sus primeros artículos en Serra d'Or.
Desde 1964 hasta 1995 estuvo dirigida por el sacerdote Maur Maria Boix, a quien sucedió Josep Massot i Muntaner. De 1963 a 1989 el redactor jefe fue Jordi Sarsanedas, sustituido por Marta Nadal. Tras la dictadura, se mantuvo el aspecto cultural de la revista y se incluyeron temas políticos de carácter general, sin posicionarse con grupo alguno, habiendo colaboradores de todas las tendencias. Entre los miembros de su consejo editor, se encuentran y han figurado nombres de la talla de Antoni Maria Badia i Margarit, Oriol Bohigas, Ramon Bastardes, Sebastià Benet, Josep Maria Bricall, Max Cahner, Jordi Carbonell, Josep M. Castellet, Alexandre Cirici, Joan Colomines, Xavier Fàbregas, Joaquim Molas, Miquel Porter i Moix, Antoni de Rosselló, Josep Termes, Francesc Vallverdú y Jordi Ventura, entre otros.
En sus páginas han escrito un gran número de colaboradores, de procedencias ideológicas muy diversas, con un temario muy amplio, com política, diseño, arquitectura y urbanismo, religión, economía, artes plásticas, cine, teatro, lengua, literatura, etc.
En la década de 1960 se establecieron los premios Crítica Serra d’Or que incluyen las modalidades de novela, cuento, poesía, traducción, literatura juvenil, crítica literaria y teatro.